# Aheront (rijeka, mitologija)
Aheront (grč. Ἀχέρων, Akhérôn) u grčkoj mitologiji rijeka je boli u Hadu preko koje je duše umrlih prevozio Haron u svome čamcu. Također, Aheront je bilo i ime boga te rijeke. Danas je to rijeka u sjeverozapadnoj Grčkoj.

## Vanjske poveznice
- Aheront u grčkoj mitologiji (engl.)